# Xã Parnell, Quận Traverse, Minnesota
Xã Parnell (tiếng Anh: Parnell Township) là một xã thuộc quận Traverse, tiểu bang Minnesota, Hoa Kỳ. Năm 2010, dân số của xã này là 60 người.